# HD 149650
HD 149650，又名BD+61 1598，SAO 17130、HR 6170，是一颗恒星，视星等为5.94，位于銀經91.3，銀緯40.2，其B1900.0坐标为赤經16h 31m 0.7s，赤緯+61° 40.2′ 58″。